# Shinagawa (stacja kolejowa)
Shinagawa (jap. 品川駅 Shinagawa-eki) – główny węzeł kolejowy JR東日本 JR Higashi Nihon i JR東海 JR Tōkai położony w południowej części Tokio. Stanowi punkt przesiadkowy między ekspresowymi pociągami sieci Shinkansen, liniami miejskimi i aglomeracyjnymi JR, w tym kolei prywatnej　京浜急行 Keihin Kyūkō　(w skrócie 京急 Keikyū), która łączy centrum Tokio z: Kawasaki, Jokohamą, Yokosuką i innymi miejscowościami na półwyspie Miura oraz zapewnia dojazd do lotniska Haneda.
Położenie: 東京都 Tōkyō-to, 港区 Minato-ku

## Układ przestrzenny

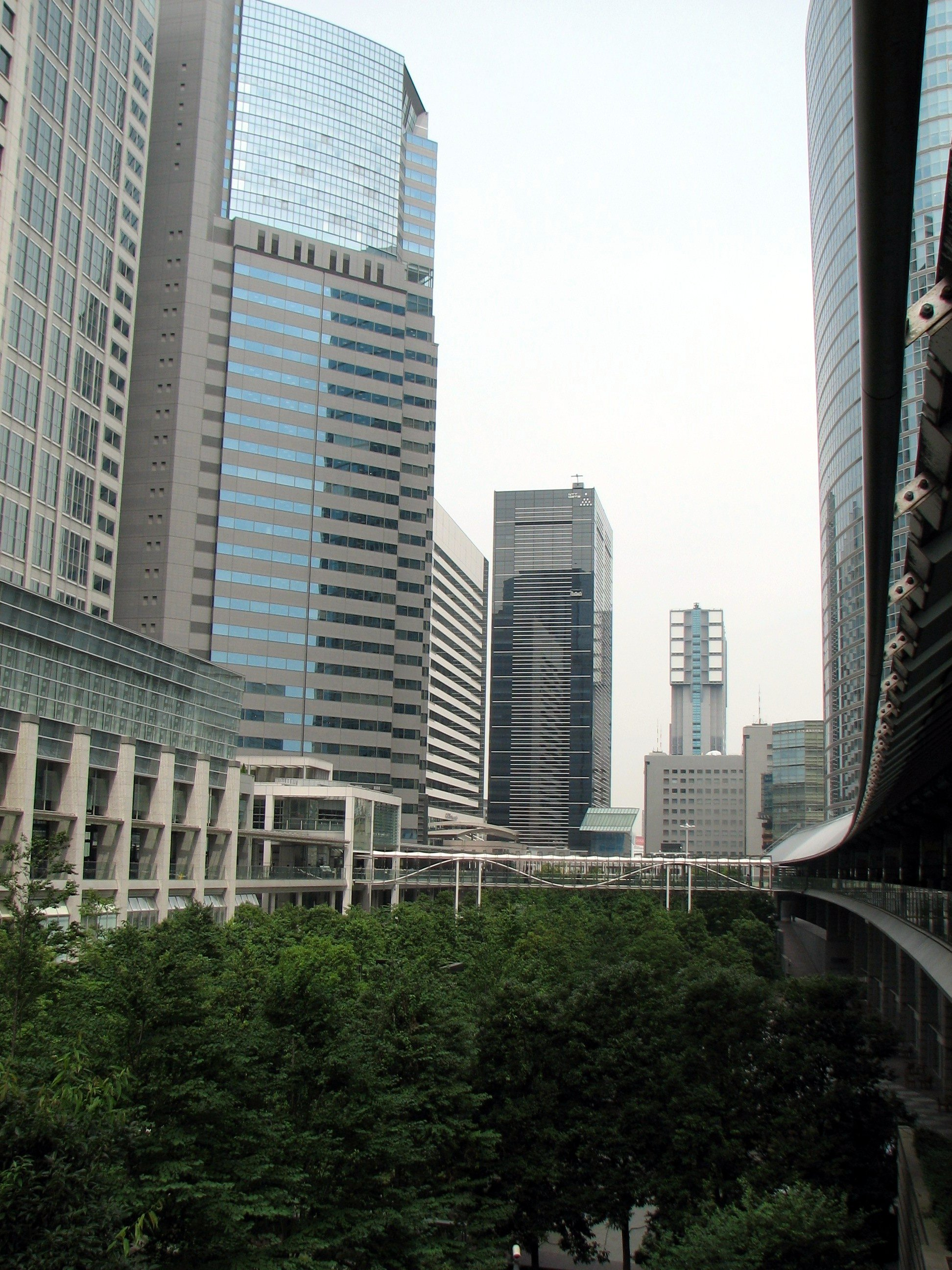
Kompleks biurowy na wschód od dworca (dworzec to trzeci budynek po lewej)

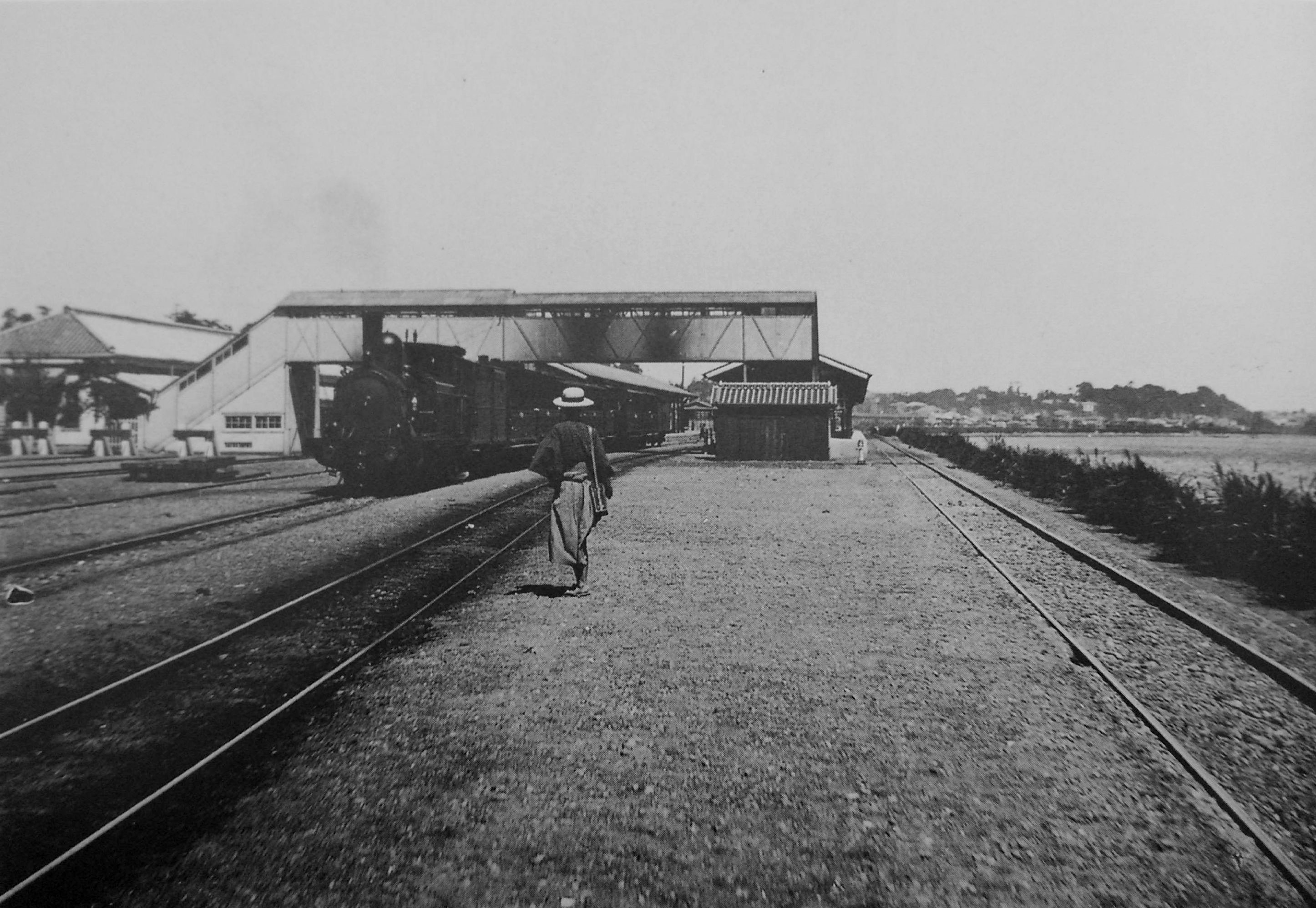
Stacja Shinagawa (1897)

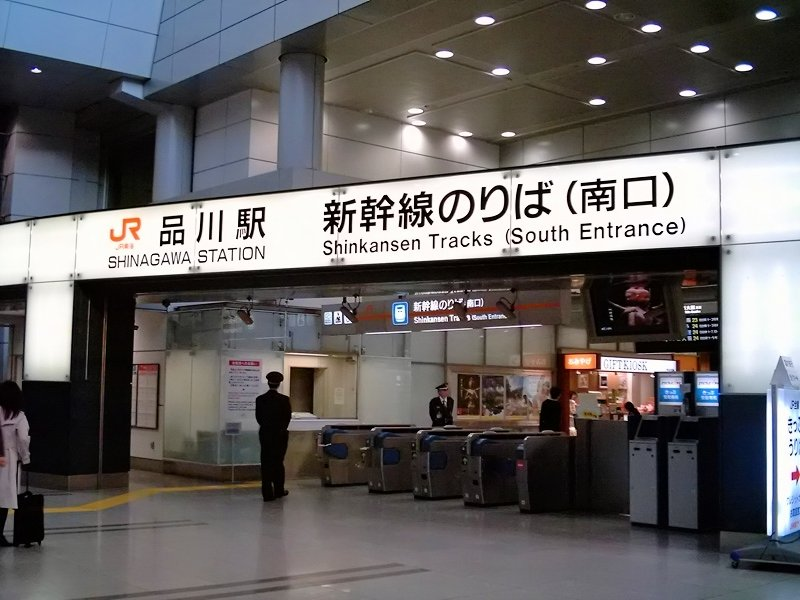
Wejście na perony ekspresów dalekobieżnych Shinkansen

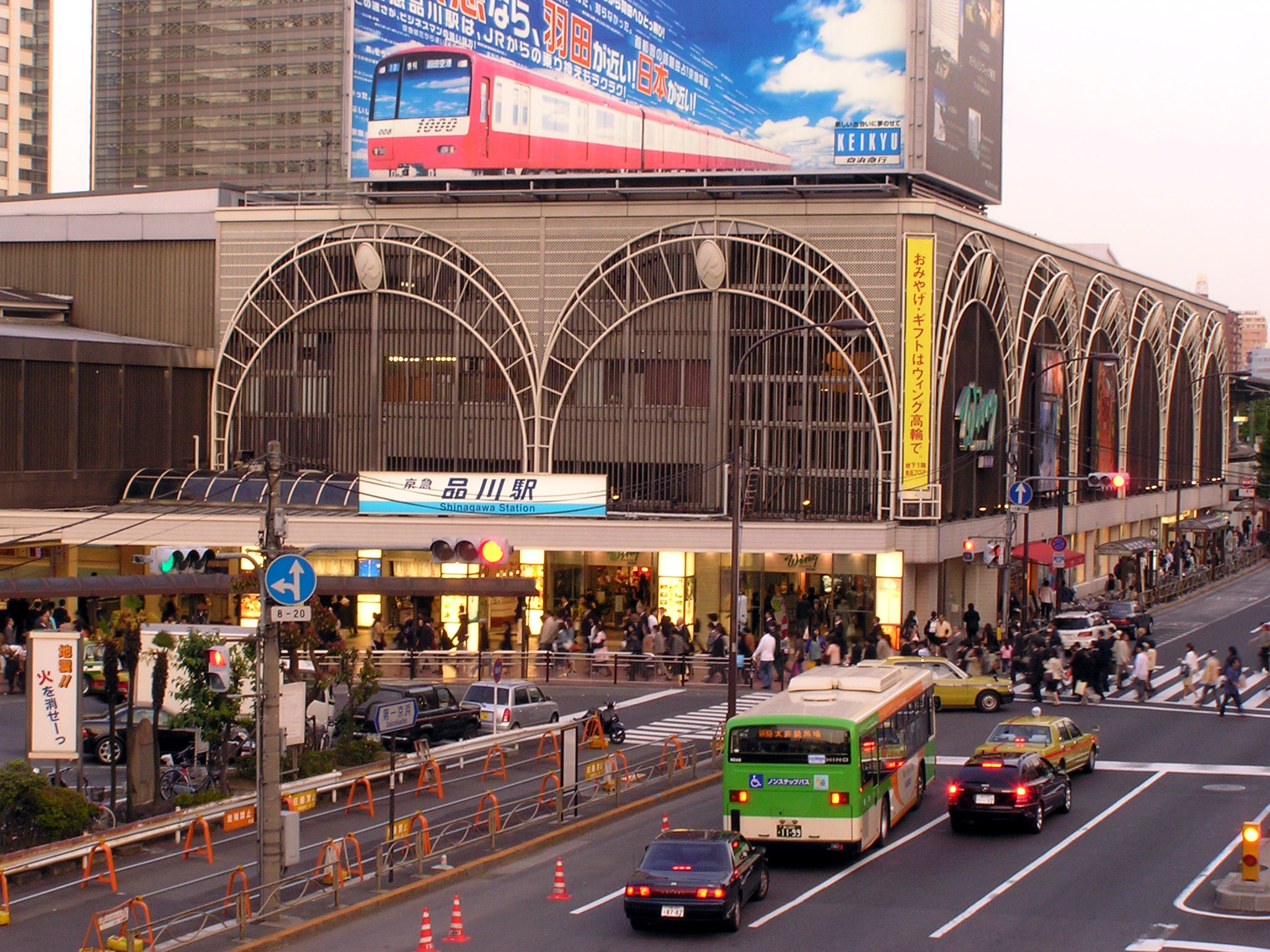
Dworzec od zewnątrz

Dworzec JR ma układ przelotowy, tory znajdują się na poziomie terenu, ponad nimi zbudowano ogólnodostępną galerię, stanowiącą szerokie strukturalne połączenie obu części miasta rozdzielonych koleją. Z galerii tej prowadzą wejścia (przez bramki biletowe) do strefy płatnej dworca, którą tworzy zespół usługowy nadbudowany nad zachodnimi peronami JR oraz dwie kładki równoległe do galerii. Układ peronów (od wschodu):
- 2 perony wyspowe (4 krawędzie peronowe) dla pociągów Shinkansen;
- 7 peronów wyspowych (14 krawędzi peronowych) dla pociągów wąskotorowych.

Dworzec kolei Keihin Kyūkō znajduje się bezpośrednio na zachód od kompleksu JR. Perony znajdują się na poziomie +1 (dwa tory przelotowe, jeden tor ślepy).

## Integracja z transportem lokalnym
Rolę transportu lokalnego spełniają niektóre linie JR: Yamanote-sen i Keihin-Tōhoku-sen oraz kolej prywatna Keikyū, która jest podłączona do linii metra 都営浅草 Toei-Asakusa. Na dworcu Keikyū, oprócz pociągów własnych, zatrzymują się także pociągi metra oraz wszystkich kolei współpracujących z linią Asakusa. Mimo to, w porównaniu z innymi dworcami tokijskimi, Shinagawa jest stosunkowo słabo powiązana z siecią kolei miejskich. Wynika to z faktu stosunkowo późnego nadania dworcowi charakteru stacji kolei dalekobieżnych.

## Rys historyczny
Dworzec Shinagawa jest najnowszym dużym dworcem dalekobieżnym na terenie Tokio. W pierwotnej formie powstał już w 1872 r. na trasie pierwszej linii kolejowej w Japonii, łączącej dzielnicę Shimbashi w Tokio z Jokohamą (wówczas stacja Sakuragichō). W 1885, po ukończeniu linii obwodowej Yamanote na dworzec zaczęły wjeżdżać pociągi prywatnej 日本鉄道 Nippon Tetsudō, łączącej dworzec Ueno z północą kraju. W 1914 r. ruch podmiejski na linii Tōkaidō zelektryfikowano. Kolej Tōkaidō Shinkansen, otwarta w 1964, nie miała przystanku w Shinagawa. Otwarto go dopiero po przebudowie trasy w 2003 r., kiedy ukończono też przebudowę dworca.
Położona na wschód od peronów grupa torów stacji towarowej została rozebrana w końcu XX wieku. Teren został przeznaczony pod zabudowę wysoką.
W 1933 kolej dojazdowa 京浜電気鉄道 Keihin Denki Tetsudō, poprzedniczka Keikyū, urządziła stację końcową na obecnym miejscu. W 1968 stację przebudowano na przelotową i podłączono do linii metra Asakusa.

## Charakterystyka ruchu
Średnio w ciągu dnia kompleks dworców obsługuje ok. 880 tys. osób, z czego Keikyū ok. 240 tys.
W godzinie szczytu (8:00 – 8:59) dworzec odprawia:
- z kompleksu JR - 143 pociągi wąskotorowe i 22 normalnotorowe; podział według linii:

東海道新幹線 Tōkaidō Shinkansen - 22 pociągi;
JR東海道本線 JR Tōkaidō-Honsen - 26 pociągów;
JR山手･京浜東北線 JR Yamanote-sen i JR Keihin-Tōhoku-sen - 100 pociągów;
JR横須賀線 JR Yokosuka-sen - 17 pociągów;
- z kompleksu Keihin Kyūkō - 32 pociągi.